# Leo Scheffczyk
Leo Scheffczyk (Beuthen, 21 de febrero de 1920-Munich, 8 de diciembre de 2005) fue un cardenal y teólogo alemán. Ejerció como teólogo en la Congregación para la Doctrina de la Fe y fue uno de los más firmes defensores de la ortodoxia católica durante el pontificado de Juan Pablo II. Scheffczyk probablemente ha obtenido un papel importante en la redacción de los documentos más controvertidos, como Ordinatio Sacerdotalis y Ad Tuendam Fidem. Fue nombrado cardenal en el año 2001 y fue considerado como uno de los pensadores católicos más importantes de finales del siglo XX.

## Biografía
Nació en la ciudad de Beuthen, entonces una ciudad de la Alta Silesia. Estudió durante la Segunda Guerra Mundial en el famoso departamento teológico de la Universidad de Breslau. Se trasladó después a la Universidad de Munich. Fue ordenado sacerdote para la arquidiócesis de Munich el 29 de junio de 1947.
Scheffczyk desempeñó su trabajo, a un año de su ordenación, como profesor de Teología en el seminario de Königstein im Taunus. Luego se trasladó a la universidad más prestigiosa en el Tübingen. Durante ese tiempo, su conocimiento teológico ya estaba inmensamente apreciado por sus alumnos, entre ellos Walter Kasper. Mientras él era informado sobre tales temas como la Virgen María, Scheffczyk no era entonces considerado como una opción probable para una promoción en la curia papal. A diferencia de esos teólogos como Yves Congar, se mantuvo alejado de los procedimientos del Concilio Vaticano II, aunque, sin duda, entendía su pensamiento muy bien.
Su regreso a la Universidad de Munich en 1965 coincidió con largos períodos de trabajo sobre diversos temas teológicos.
Después de 1978, recibió el título de monseñor. Centrado en la escritura de la teología, trabajó en la Congregación para la Doctrina de la Fe. A menudo, consultado por Joseph Ratzinger, se dedicó a resolver cuestiones teológicas. Sin embargo, Scheffczyk aparentemente nunca tuvo ningún deseo de convertirse en una figura pública.
Recibió el doctorado honoris causa de la Universidad de Navarra en 1994.

## Cardenal
Juan Pablo II respondió a las solicitudes hechas por el cardenal Ratzinger y por Avery Dulles. Scheffczyk fue creado cardenal el 21 de febrero de 2001, convirtiéndose en cardenal diácono de San Francesco Saverio alla Garbatella. Teniendo en cuenta su edad, Scheffczyk pidió dispensa de no ser consagrado obispo (como exige la ley canónica moderna).

## Pensamiento teológico
Scheffczyk era un mariólogo enciclopedista; también fue coeditor y principal contribuyente en Marienlexikon, que incluye estudios mariológicos en algunas 4.000 páginas. En su artículo sobre mariología durante el Concilio Vaticano II, ha opinado, que en la búsqueda justificada por la unidad entre los cristianos, creencias y devociones Marianas fueron subestimados por algunos representantes de la Iglesia católica, empezando por el Concilio Vaticano II en un documento de nombre Lumen gentium, en el capítulo de María: «la frialdad y reserva de este documento se puede explicar, como se admite abiertamente, en mostrar consideración por los diálogos ecuménicos, especialmente con los protestantes el éxito de este método justificable, no debería ser sobre-valorado. Y no se detiene la teología para decir más».
Scheffczyk no estuvo de acuerdo con aquellos que consideraron el documento como una posición eclesial que no responde a los conservadores, liberales, ortodoxos y protestantes. Por el contrario, indica que el documento contiene elementos visibles de un puente mariológico de posiciones, un puente, que según él, hasta ahora no ha tenido éxito. Los enunciados básicos decisivos sobre María son compromisos, que estrechan la riqueza de la fe existente e invitan a interpretaciones divergentes. El consejo eliminó las enseñanzas Mediadoras.